# Blechnum capense
Blechnum capense là một loài thực vật có mạch trong họ Blechnaceae. Loài này được (L.) Schltdl. mô tả khoa học đầu tiên năm 1825.